# Puklicowate
Puklicowate (Acanthosomatidae) – rodzina owadów z podrzędu pluskwiaków różnoskrzydłych i nadrodziny tarczówek (Pentatomoidea).

## Opis
Tarczówki te mają wydłużone, wyraźnie dłuższe niż szersze, nieznacznie wypukłe ciało długości 5 do 18 mm i trójkątną, sięgającą najwyżej ⅔ odwłoka tarczkę, która nie przykrywa przykrywki. Obrys głowy trójkątny. Policzki nie zakrywają rozszerzającego się ku wierzchołkowi nadustka. Czułki pięcioczłonowe. Stopy, podobnie jak u pawężowatych, są dwuczłonowe. Spód ciała z blaszkowatym żeberkiem na śródpiersiu i wyrostkiem odwłoka długim, skierowanym do przodu. Drugi segment odwłoka z przetchlinkami zawsze zakrytymi pleurytami zatułowia.

## Biologia i ekologia
Większość gatunków to fitofagi, a u kilku odnotowano odżywianie się padliną.

## Rozprzestrzenienie
Takson kosmopolityczny. Blisko 50 lub 107 gatunków znanych z Palearktyki, w tym 7 z Polski: puklica rudnica, Cyphostethus tristriatus, Elasmostethus minor, E. interstinctus, E. brevis, knieżyca porzeczkówka, knieżyca szara i Elasmucha fieberi.

## Systematyka
Dawniej puklicowate były klasyfikowane w randze podrodziny tarczówkowatych. Rodzina ta liczy około 180 gatunków z 52 rodzajów i podzielona jest na 3 podrodziny, z których dwie jeszcze na dwa plemiona:
- Acanthosomatinae Signoret, 1863
- Blaudusinae Kumar, 1974
  - Blaudusini Kumar, 1974
  - Lanopini Kumar, 1974
- Ditomotarsinae Signoret, 1863
  - Ditomotarsini Signoret, 1863
  - Laccophorellini Kumar, 1974